# Revolución inglesa
La Revolución inglesa (en inglés: English Revolution) conocida en inglés como guerra civil inglesa (en inglés: English Civil War) es el periodo de la historia del Reino de Inglaterra que abarca desde 1642 hasta 1688. Se extiende desde el fin del reinado de Carlos I, pasando por un período republicano y El Protectorado de Oliver Cromwell, la restauración de los Estuardo y finaliza con la Revolución Gloriosa, que destituye a Jacobo II.
En este contexto se incluye una serie de conflictos armados que se libraron entre realistas y parlamentarios entre 1642 y 1651, con una gran victoria de Cromwell y la derrota de Carlos II de Inglaterra al término del tercer y último de los enfrentamientos.

## Contexto

### Política
Hasta la revolución, Inglaterra era una monarquía absoluta de derecho. El Parlamento inglés era tan solo un comité consultivo temporal convocado y disuelto a discreción por el monarca.
A pesar de estas restricciones, a lo largo de los siglos, el Parlamento había ido ganado significativos poderes de hecho, y el monarca ya no podía ignorar al Parlamento. En particular, el monarca necesitaba la aprobación parlamentaria para imponer nuevos impuestos. Este era el único poder de negociación del Parlamento, ya que no podía anular las acciones del monarca, pero sí impedir la financiación de medidas a las que se oponía. Enrique VIII ordenó ejecuciones arbitrarias sin resistencia pública significativa, mientras que su tentativa de implementar un nuevo impuesto sin Parlamento estuvo contrariada por una rebelión.
El Parlamento tenía dos cámaras. La Cámara de los Lores reunía a los miembros más importantes de la nobleza y del clero. La Cámara de los Comunes acogía a diputados elegidos. El sufragio estaba limitado a los ciudadanos más adinerados, aunque unas circunscripciones (potwalloper boroughs) elegían sus diputados con sufragio universal masculino. La Cámara de los Comunes representaba la gentry, la nobleza baja y la burguesía alta. Los poderes de hecho del Parlamento derivaban de la importancia de la gentry inglesa. Nuevos impuestos eran imposibles sin su cooperación. Escocia e Irlanda tenían parlamentos, pero con menos poderes.
En 1603 murió Isabel I de Inglaterra sin descendientes. Jacobo I, hijo de María I de Escocia, subió al trono como el primer rey Estuardo de Inglaterra, Escocia e Irlanda. Jacobo I fue un defensor del derecho divino de los reyes y al asumir el trono inglés ya estaba reinando en Escocia con un Parlamento débil. Con el Parlamento inglés, en cambio, tuvo malas relaciones en varias ocasiones. No obstante, Jacobo I procuró moderar sus ambiciones de absolutismo a fin de sostener relaciones buenas con sus súbditos.

### Religión
Durante el siglo XVI, la Reforma protestante penetró Inglaterra y Escocia de maneras distintas, mientras que la mayoría de los irlandeses se mantenía católicos. Después de la turbulencia de la Reforma inglesa, Isabel I recreó la Iglesia de Inglaterra como un equilibrio precario entre catolicismo y calvinismo. Había un movimiento de puritanismo, que deseaba una iglesia sin obispos y sin otros elementos de catolicismo. Mientras tanto, los movimientos de Caroline Divines, anglocatolicismo e iglesia alta deseaban restablecer elementos de catolicismo. La Iglesia de Escocia era también protestante, pero tenía tradiciones presbiterianas separadas. Jacobo I y Carlos I procuraron uniformar las Iglesias de Inglaterra y de Escocia. De hecho, Jacobo restableció exitosamente la figura de los obispos en Escocia.

## Reinado de Carlos I de Inglaterra (1625-1649)

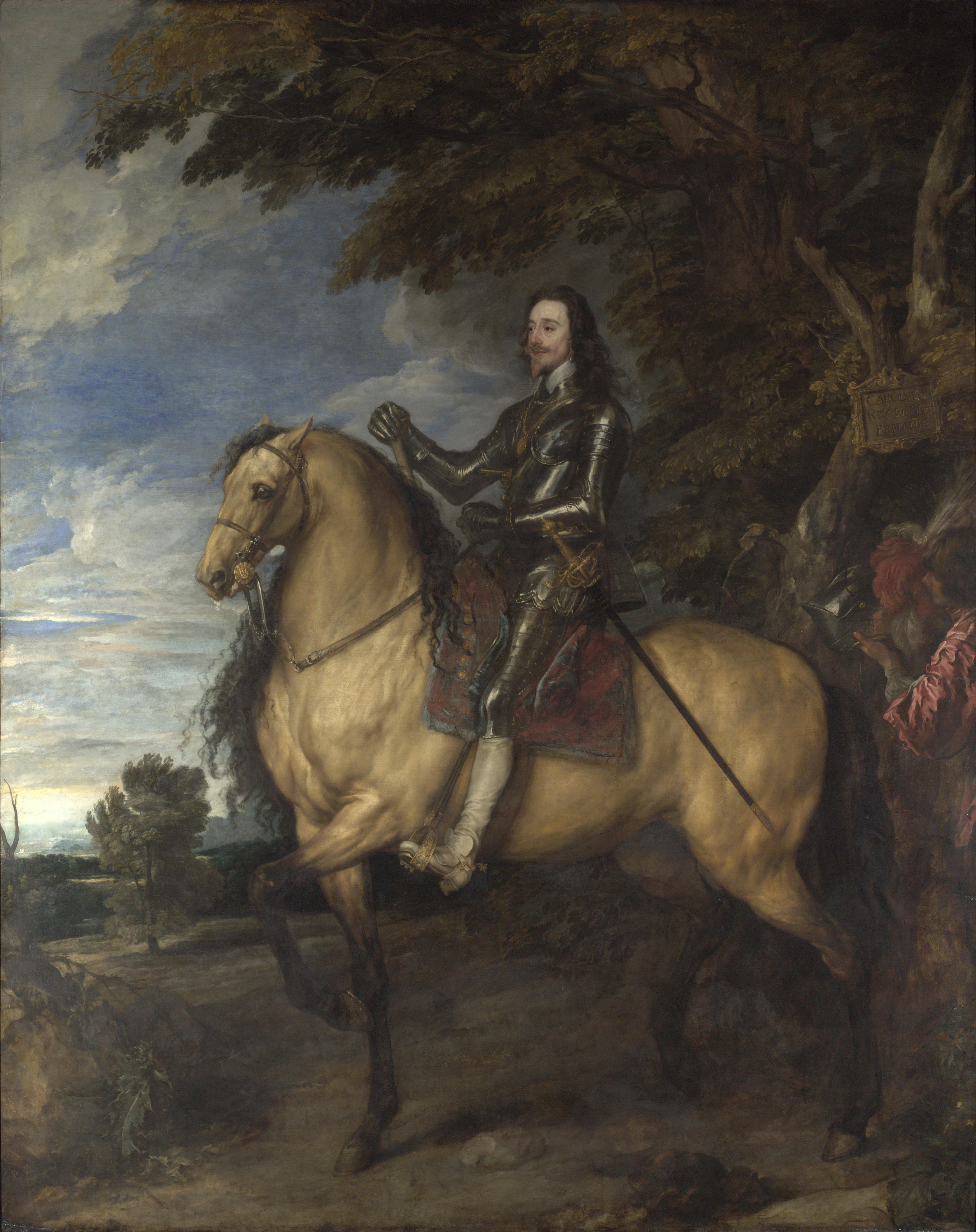
Retrato ecuestre de Carlos I de Inglaterra, por Anthony van Dyck

Los conflictos entre el rey y el Parlamento se agudizaron con la sucesión en el trono de su hijo Carlos I, cuyo absolutismo hizo que mantuviera relaciones muy tensas durante su reinado con el Parlamento inglés, que pretendía controlar sus arbitrarias creaciones de impuestos y su reformismo religioso.
Durante este reinado se sucedieron dos guerras civiles entre los partidarios del rey y los del Parlamento. Carlos I fue víctima del radicalismo político, siendo sentenciado a pena de muerte por alta traición al Estado en 1649.
Ya desde el comienzo del reinado, en 1625, la boda del rey Carlos con Enriqueta María de Francia provocó la ira de sus súbditos protestantes porque la reina era católica. Carlos creía, como su padre, en el derecho divino de los reyes y en la autoridad de la Iglesia de Inglaterra.
Estas creencias lo enfrentaron con el Parlamento, que luego disolvió reiteradamente unas tres veces, gobernando aproximadamente once años sin él, en el periodo llamado «Once años de tiranía».
Cuando las arcas del gobierno empezaron a vaciarse, y las necesidades tanto internas como externas (conflictos bélicos con Escocia, al tratar de imponer la liturgia católica) se incrementaban cada vez más, Carlos se vio forzado a reunir lo que se denominó el «Parlamento largo» con el fin de recaudar fondos, pero a cambio los parlamentarios le exigían ciertas garantías políticas. Tras ciertas disputas políticas, el Parlamento se dividió entre los que estaban a favor del rey y los que no lo estaban, estallando de esta manera una guerra civil en 1642.

### Primera guerra civil inglesa (1642-1646)

Bandera del Protectorado (1658-1660)

El enfrentamiento entre el poder legislativo y el poder real se saldó a favor del primero, moderando el rey su política absolutista y viéndose controlado por el Parlamento. Fue entonces cuando este aprobó numerosas leyes antiabsolutistas. Por ejemplo, se eliminó la Corte de la Cámara estrellada, se retiró el poder al rey de disolver el parlamento y se condenó a muerte a William Laud, arzobispo de Canterbury y al conde de Strafford, gran aliado del rey.
Dos años antes, Oliver Cromwell había vuelto al Parlamento tras su retiro en 1628. Cuando estalló la guerra civil en 1642, reunió un regimiento de caballería para combatir en favor de la causa parlamentaria. Con este contingente logró un enorme prestigio como militar durante la primera fase de la revolución.

### Segunda guerra civil inglesa (1648-1649)
Las disputas entre los partidarios del rey Carlos I, que se encontraba encarcelado por las fuerzas parlamentarias, y los del «Parlamento largo» persistieron. Sin embargo, los escasos apoyos monárquicos entre los propios parlamentarios cesaron cuando el rey escapó, se alió con los escoceses y desencadenó de nuevo la guerra civil en 1648.
Cromwell reprimió una rebelión en Gales y derrotó a los escoceses en Preston (agosto de 1648). De nuevo se puso de parte del Ejército en contra del Parlamento, que intentaba reanudar las negociaciones con Carlos. En el mes de diciembre, autorizó la expulsión de la oposición, dejando sólo a unos pocos miembros que estaban de acuerdo con la designación de una comisión que juzgara al rey por traición.
Fue una guerra caballeresca, que Oliver Cromwell terminó venciendo con su Batallón de los Santos (Ironsides), a los pro-monárquicos. El fin del enfrentamiento supuso el enjuiciamiento por alta traición del rey y su posterior decapitación, teniendo como consecuencia la proclamación de la única república en la historia inglesa.

## Interregno o República (1649-1660)
La república representaba las aspiraciones de la burguesía, de una sociedad mercantilista puritana. La política pasaría a ser en gran medida impuesta por los intereses comerciales al Gobierno. Significó el triunfo de la burguesía, la aceptación de su moralidad, del principio de que los hombres tienen derecho a hacer lo que se les antoje con lo que es suyo, que el beneficio del capitalista es también el beneficio de la sociedad.

### Tercera guerra civil inglesa (1649-1651)

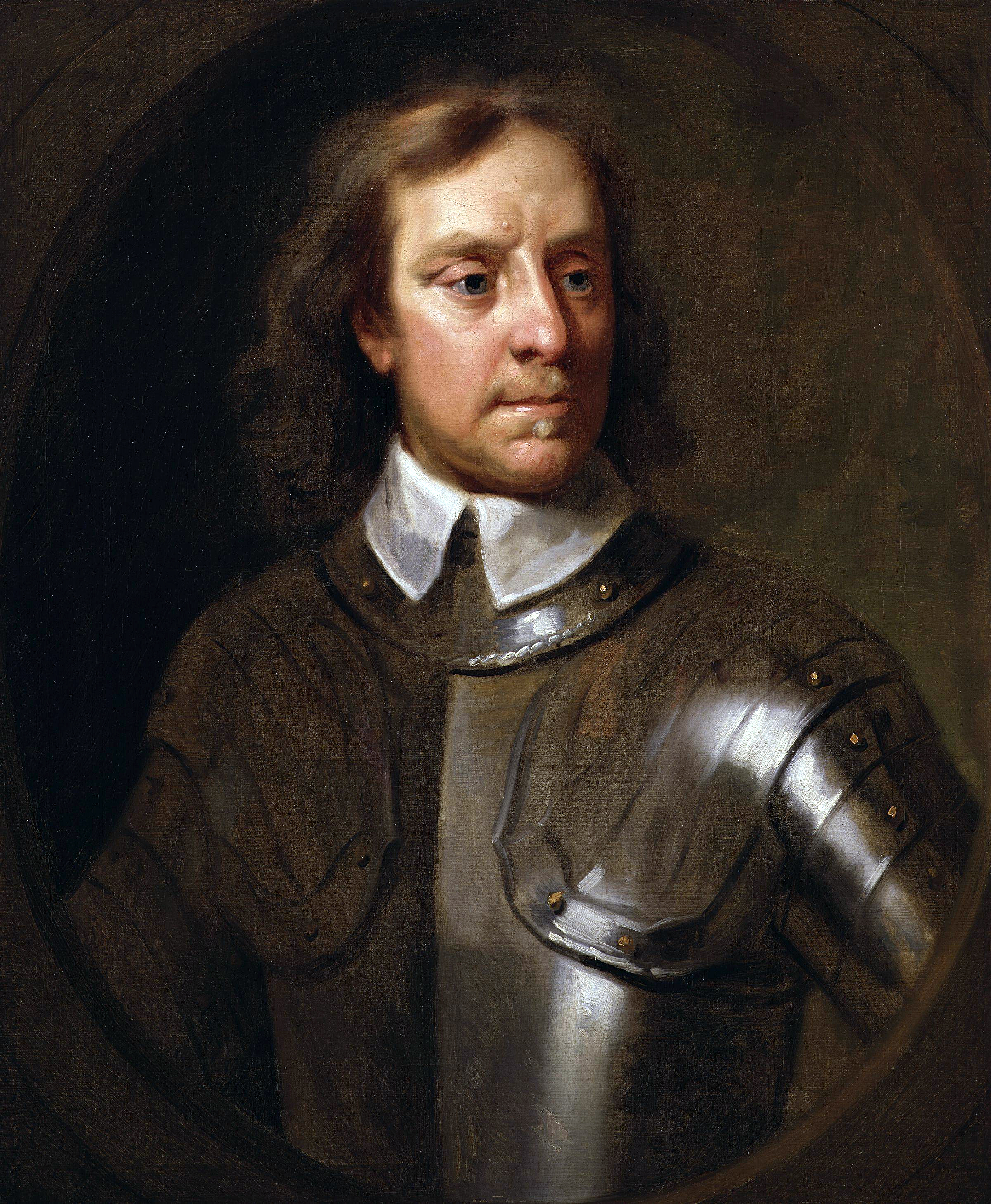
Oliver Cromwell, nombrado Lord Protector, durante el Interregno o República

La primera tarea de Cromwell durante la República —proclamada después de la ejecución de Carlos el 30 de enero de 1649— fue la pacificación de Irlanda y Escocia frente a las fuerzas realistas que apoyaban al sucesor legítimo, el futuro Carlos II de Inglaterra. Sus principales objetivos eran lograr un gobierno estable y tolerancia para todas las sectas puritanas. Cromwell aplastó a los partidarios monárquicos en Irlanda y Escocia y controló Inglaterra.

### Protectorado de los Cromwell (1653-1659)
La necesidad de que el ejército controlara la situación provocó pronto que la República se convirtiera en una dictadura militar comandada por Cromwell bajo el puritanismo intransigente. Abolió la Cámara de los Lores y centró su poder en el ejército y la Cámara de los Comunes. Una de las leyes más significativas de este período fueron las Actas de Navegación. El éxito de Cromwell se debió a que supo mantener la paz y la estabilidad, y a que proporcionó los medios necesarios para la tolerancia religiosa de grupos no católicos. Por ello, los judíos, que habían sido expulsados de Inglaterra en 1390, pudieron regresar en 1655. La enérgica política exterior de Cromwell y los éxitos del Ejército y la Armada otorgaron a Inglaterra un gran prestigio en el extranjero. Los ingleses, en alianza con Francia, arrebataron Dunkerque y Fort-Mardyck a España el 25 de junio de 1658, vendiendo estas dos ciudades cuatro años después al Reino de Francia.
Sin embargo, la situación política siguió inestable, lo que enfrentó al Lord Protector con el Parlamento restringido del Protectorado, que trataban de alterar los principios de la Constitución escrita. En 1657 aceptó la Humilde Petición y Consejo: petición de crear una segunda cámara parlamentaria y potestad de nombrar a su sucesor, pero no aceptó el título de rey. Tras la muerte de Oliver Cromwell en 1658 le sucedió su hijo, Richard Cromwell, quien no poseía el carisma y el liderazgo que su padre, por lo que acabó renunciando. Así, el Parlamento Largo se reunió y, bajo el impulso del general George Monck, se declaró rey de Inglaterra a Carlos II, terminando así la República y restaurando la monarquía.

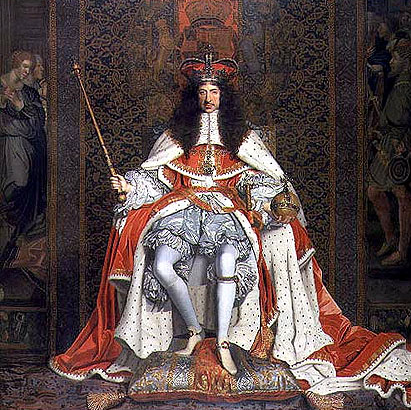
Carlos II restaura en el trono la dinastía Estuardo

## Restauración de los Estuardo (1660-1688)
En 1660, Carlos II restableció la monarquía y la dinastía Estuardo en Gran Bretaña, manteniendo una relativa y circunstancial tranquilidad después de terminada la guerra civil.
Jacobo Estuardo, hermano de Carlos II, pasó a ser lord almirante supremo de Inglaterra. En 1672 Jacobo anunció públicamente su conversión a la fe católica en medio de un clima anticatólico apoyado por el Parlamento y extendido a la sociedad. Al año siguiente, el Parlamento inglés aprobó el Acta de Prueba, por la que los católicos quedaban inhabilitados para el desempeño de cargos públicos, y Jacobo dimitió como almirante supremo. En 1679, la Cámara de los Comunes trató de excluir a Jacobo del trono, sin éxito.
A la muerte de Carlos en 1685, Jacobo se convirtió en rey. Apartó a muchos de sus seguidores con sus severas represalias, sobre todo como consecuencia de una serie de juicios represivos conocidos por el nombre de «Juicios Sangrientos». Jacobo trató de ganarse el apoyo de los disidentes y de los católicos en 1687, poniendo fin a las restricciones religiosas, pero solo consiguió aumentar las tensiones. El nacimiento de su hijo, Jacobo Francisco Eduardo Estuardo, el 10 de junio de 1688, pareció garantizar la sucesión católica. Poco después, los líderes de la oposición invitaron al yerno de Jacobo, Guillermo de Orange, más tarde Guillermo III de Inglaterra, a hacerse con el trono inglés, desencadenando así la Revolución Gloriosa.